# Noriko Aoyama
 (mai 2014).
Si vous disposez d'ouvrages ou d'articles de référence ou si vous connaissez des sites web de qualité traitant du thème abordé ici, merci de compléter l'article en donnant les références utiles à sa vérifiabilité et en les liant à la section « Notes et références ».
Pour les articles homonymes, voir Aoyama.
Noriko Aoyama, née le 29 décembre 1978, est une actrice et mannequin japonaise, notamment connue pour avoir fait quelques publicités télévisées, pour avoir fait des pages de magazines japonais et pour avoir tenu l'un des rôles principaux dans Paranormal Activity: Tokyo Night.